# Croix des Ardennes
|           |  |             |
| Vue avant |  | Vue arrière |

La croix des Ardennes, ou croix d'Ardenne (en allemand : Ardennenkreuz) est une croix de procession de l'époque carolingienne probablement issue d'une abbaye de l'Ardenne luxembourgeoise. Elle est conservée au Germanisches Nationalmuseum de Nuremberg depuis 1984.
Probablement fabriquée entre 825 et 850 par un artisan du nord de la France, cette croix de 73 cm de haut est ornée d'éléments en or, de gemmes et de verre coloré. Elle est une des rares crux gemmata subsistant à ce jour. Ces croix étaient généralement placées sur l'autel dans la liturgie chrétienne du Ve au XIIe siècle. Leur fonction et leur apparence étaient plus importantes que la valeur de leurs ornements.
Selon Ursmer Berlière, la croix des Ardennes pourrait provenir de l'abbaye de Saint-Hubert, dans l'actuelle province de Luxembourg en Belgique.